# Globba wardii
Globba wardii är en enhjärtbladig växtart som först beskrevs av Brian Laurence Burtt och Rosemary Margaret Smith, och fick sitt nu gällande namn av K.J.Williams. Globba wardii ingår i släktet Globba och familjen Zingiberaceae.
Artens utbredningsområde är Burma. Inga underarter finns listade i Catalogue of Life.